# منتخب جبل طارق لهوكي الحقل للرجال
منتخب جبل طارق الوطني لهوكي الحقل للرجال (بالإنجليزية: Gibraltar men's national field hockey team)‏ هو ممثل المملكة المتحدة الرسمي في المنافسات الدولية في هوكي الحقل .